# Orkiestra Miasta Poznania

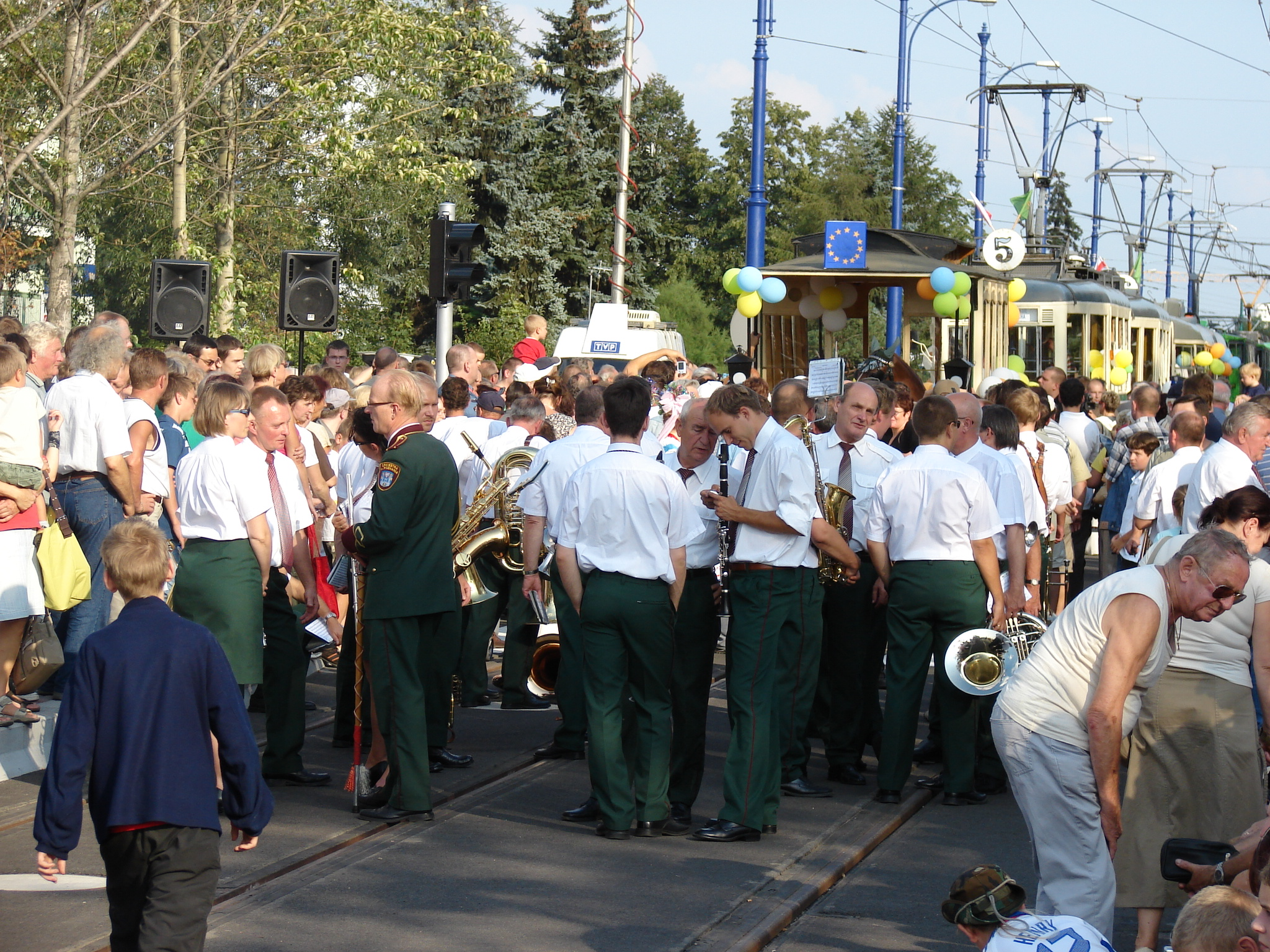
Orkiestra MPK na otwarciu Mostu Św.Rocha w Poznaniu

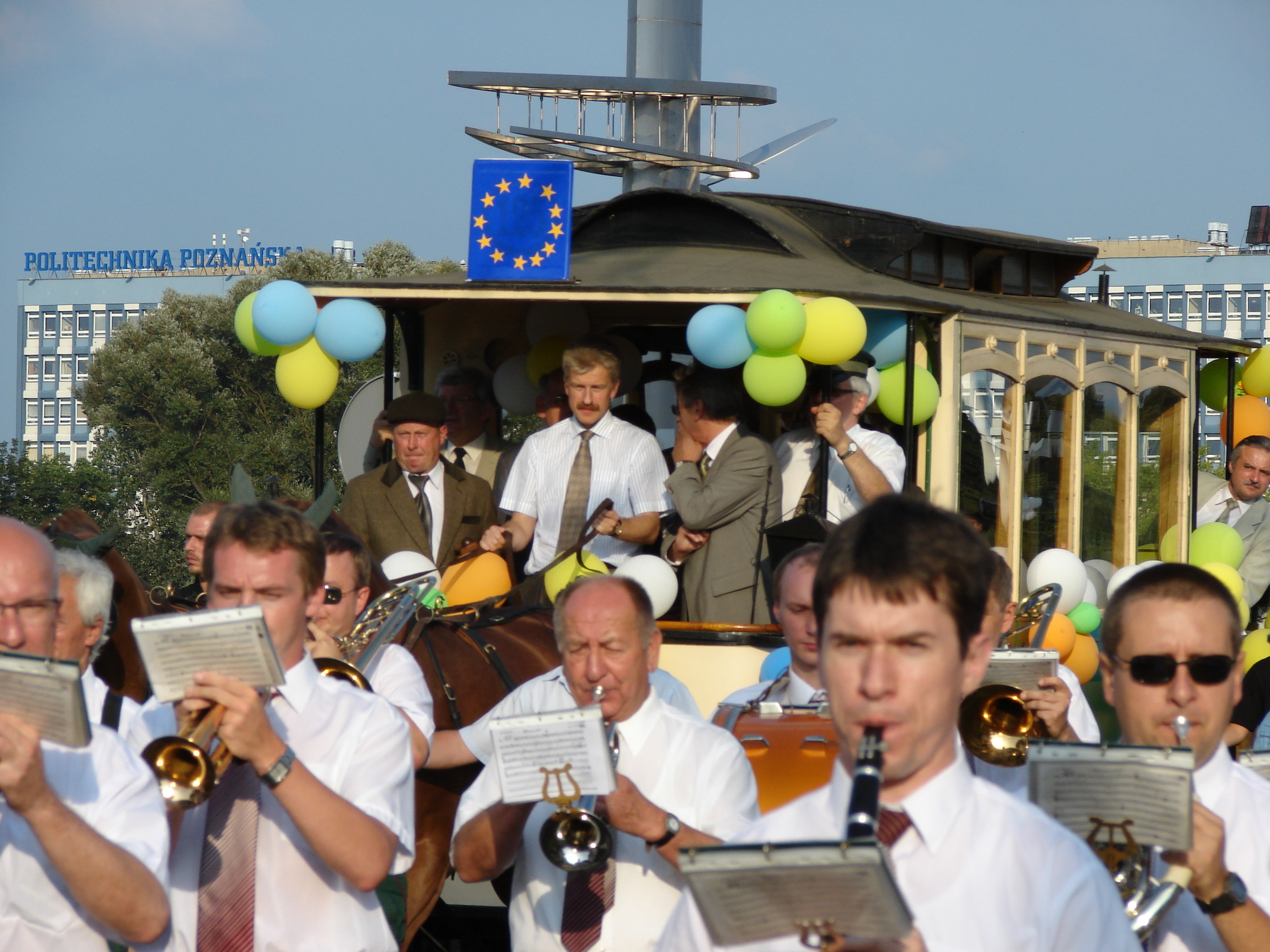
Otwarcie trasy przez most św. Rocha

Orkiestra Miasta Poznania przy Miejskim Przedsiębiorstwie Komunikacyjnym w Poznaniu Sp. z o. o. – orkiestra reprezentacyjna miasta Poznania, działająca przy MPK Poznań od 1955 roku. Orkiestra uczestniczy w najważniejszych dla miasta oraz mieszkańców świętach. Bierze m.in. udział w obchodach dnia Św. Katarzyny, czy otwieraniu nowych tras tramwajowych. Orkiestra nagrała 6 płyt.

## Historia
Historia orkiestry zaczyna się już w lutym 1952 roku. W tym roku, w Domu Tramwajarza powstała orkiestra smyczkowa kierowana przez Mariana Nowaczyka. Pierwsza próba zakładowej orkiestry odbyła się 7 stycznia 1955, na próbie było 30 muzyków. Po raz pierwszy orkiestra dla większej publiczności wystąpiła w pochodzie pierwszomajowym 1 maja 1955. W 1966 orkiestra w Centralnym Przeglądzie Orkiestr Dętych zajęła III miejsce. W PRL-u orkiestrę można było spotkać m.in. na pochodach pierwszomajowych czy powitaniu kolarzy Wyścigu Pokoju. W 1969 orkiestra otrzymała 50 nowych mundurów. Odznaka Honorowa Miasta Poznania została wręczona orkiestrze w 1976. W 1997 orkiestra uczestniczyła w uroczystościach pobytu Jana Pawła II w Poznaniu, muzycy towarzyszyli chórom Poznańskich Słowików i Chórowi Katedralnemu. Podczas parady lokacyjnej dnia 26 kwietnia 2003 orkiestra wraz z innym grupami muzycznymi uczestniczyła w korowodzie, który szedł od ronda Kaponiera na Stary Rynek.

## Dyrygenci
- Jarosław Goerlich od 2002[3]
- Marian Frankowski 1968–2002[3]
- Zygmunt Woźniewicz 1954–1967[3]

## Poprzednie nazwy
- Zakładowa Orkiestra Dęta Miejskiego Przedsiębiorstwa Komunikacyjnego
- Orkiestra Dęta Wojewódzkiego Przedsiębiorstwa Komunikacyjnego

## Siedziba
Od początku swojego istnienia orkiestra ma siedzibę w Domu Tramwajarza przy ulicy Słowackiego 19/21